# Nuoto ai IX Giochi panafricani
Le gare di nuoto ai IX Giochi panafricani si svolsero dall'11 al 18 luglio 2007 ad Algeri, in Algeria.

## Medagliere
| #      | Nazione   | Oro | Argento | Bronzo | Totale |
| ------ | --------- | --- | ------- | ------ | ------ |
| 1      | Sudafrica | 25  | 16      | 11     | 52     |
| 2      | Zimbabwe  | 7   | 6       | 2      | 15     |
| 3      | Algeria   | 4   | 6       | 6      | 16     |
| 4      | Kenya     | 3   | 2       | 3      | 8      |
| 5      | Tunisia   | 1   | 5       | 8      | 13     |
| 6      | Egitto    | 0   | 4       | 6      | 10     |
| 7      | Nigeria   | 0   | 1       | 0      | 62     |
| 8      | Senegal   | 0   | 0       | 3      | 3      |
| 9      | Zambia    | 0   | 0       | 1      | 1      |
| Totale | Totale    | 40  | 40      | 40     | 120    |

## Podi

### Uomini
| Evento | Oro                                                                     | Prestazione | Argento                                                          | Prestazione | Bronzo                                                                      | Prestazione |
| Stile libero |                                                                         |             |                                                                  |             |                                                                             |             |
| 50 m | Salim Iles                                                              | 22"34       | Jason Dunford                                                    | 22"73       | Gideon Louw                                                                 | 22"81       |
| 100 m | Salim Iles                                                              | 49"38       | Nabil Kebbab                                                     | 49"82       | Jason Dunford                                                               | 50"09       |
| 200 m | Nabil Kebbab                                                            | 1'50"30     | Jean Basson                                                      | 1'50"33     | Jason Dunford                                                               | 1'50"64     |
| 400 m | Troyden Prinsloo                                                        | 3'55"29     | Ahmed Mathlouthi                                                 | 3'55"75     | Jean Basson                                                                 | 3'57"97     |
| 800 m | Troyden Prinsloo                                                        | 8'02"84     | Riaan Schoeman                                                   | 8'11"23     | Mohamed Gadallah                                                            | 8'16"10     |
| 1500 m | Troyden Prinsloo                                                        | 15'24"93    | Riaan Schoeman                                                   | 15'58"31    | Mohamed Gadallah                                                            | 16'05"20    |
| Dorso |                                                                         |             |                                                                  |             |                                                                             |             |
| 50 m | Johannes Zandberg                                                       | 25"68       | Ahmed Hussein                                                    | 26"13       | Jason Dunford                                                               | 26"31       |
| 100 m | Johannes Zandberg                                                       | 56"53       | Jason Dunford                                                    | 57"57       | Garth Tune                                                                  | 58"54       |
| 200 m | George du Rand                                                          | 2'02"69     | Ahmed Hussein                                                    | 2'05"03     | Taki Mrabet                                                                 | 2'05"35     |
| Rana |                                                                         |             |                                                                  |             |                                                                             |             |
| 50 m | Cameron van der Burgh                                                   | 27"74       | Thabang Moeketsane                                               | 28"89       | Malick Fall                                                                 | 29"26       |
| 100 m | Cameron van der Burgh                                                   | 1'02"05     | Sofiane Daid                                                     | 1'02"11     | Thabang Moeketsane                                                          | 1'02"54     |
| 200 m | Sofiane Daid                                                            | 2'14"27     | William Deiring                                                  | 2'14"32     | Malick Fall                                                                 | 2'22"10     |
| Farfalla |                                                                         |             |                                                                  |             |                                                                             |             |
| 50 m | Jason Dunford                                                           | 23"91       | Yellow Yeiyah                                                    | 24"46       | Garth Tune                                                                  | 25"02       |
| 100 m | Jason Dunford                                                           | 53"40       | George du Rand                                                   | 54"97       | Ahmed Nada                                                                  | 55"85       |
| 200 m | Jason Dunford                                                           | 2'02"82     | Ahmed Nada                                                       | 2'503"35    | Ahmed Aboughazala                                                           | 2'05"12     |
| Misti |                                                                         |             |                                                                  |             |                                                                             |             |
| 200 m | Ahmed Mathlouthi                                                        | 2'05"21     | Riaan Schoeman                                                   | 2'05"23     | Darian Townsend                                                             | 2'06"10     |
| 400 m | Riaan Schoeman                                                          | 4'21"91     | Ahmed Mathlouthi                                                 | 4'27"00     | Taki Mrabet                                                                 | 4'28"83     |
| Staffette |                                                                         |             |                                                                  |             |                                                                             |             |
| 4x100 m stile libero | Sudafrica Gideon Louw Gerhard Zandberg Shaun Harris Jean Basson         | 3'22"52     | Algeria Nabil Kebbab Mehdi Addadi Mehdi Hamama Salim Iles        | 3'24"36     | Egitto Mohamed el-Nady Hussein Mohamed Ahmed Hussein Abdelrahman el-Badrawi | 3'29"76     |
| 4x200 m stile libero | Sudafrica Riaan Schoeman Darian Townsend Jean Basson George du Rand     | 7'31"70     | Algeria Ryad Djendouci Mehdi Hamama Badis Djendouci Nabil Kebbab | 7'32"50     | Tunisia Mohamed Mettiji Ahmed Mathlouthi Taki M'Rabet Farouk Omar Ben Jeddi | 7'43"53     |
| 4x100 m misti | Sudafrica Gerhard Zandberg Thaban Moeketsane George du Rand Gideon Louw | 3'44"92     | Algeria Noufel Benabid Sofiane Daid Ryad Djendouci Nabil Kebbab  | 3'49"60     | Egitto Ahmed Hussein Ayman Abdelraouf Ahmed Nada Abdelrahman el-Badrawi     | 3'29"76     |
| record mondiale; record mondiale stagionale; record africano; record dei Giochi; record nazionale; record personale; record personale stagionale. |                                                                         |             |                                                                  |             |                                                                             |             |

### Donne
| Evento | Oro                                                                      | Prestazione | Argento                                                       | Prestazione | Bronzo                                                                                     | Prestazione |
| Stile libero |                                                                          |             |                                                               |             |                                                                                            |             |
| 50 m | Kirsty Coventry                                                          | 26"19       | Heather Brand                                                 | 26"65       | Sarra Chahed                                                                               | 26"72       |
| 100 m | Melissa Corfe                                                            | 57"44       | Liezi Mari Burger                                             | 58"03       | Heather Brand                                                                              | 58"08       |
| 200 m | Melissa Corfe                                                            | 2'02"45     | Maroua Mathlouthi                                             | 2'05"11     | Kathryn Meaklim                                                                            | 2'06"32     |
| 400 m | Melissa Corfe                                                            | 4'15"53     | Kathryn Meaklim                                               | 4'21"97     | Maroua Mathlouthi                                                                          | 4'25"83     |
| 800 m | Kirsty Coventry                                                          | 8'43"89     | Maroua Mathlouthi                                             | 8'57"91     | Dominique Dryding                                                                          | 9'13"12     |
| 1500 m | Natalie du Toit                                                          | 17'06"05    | Maroua Mathlouthi                                             | 17'22"83    | Dominique Dryding                                                                          | 17'31"51    |
| Dorso |                                                                          |             |                                                               |             |                                                                                            |             |
| 50 m | Kirsty Coventry                                                          | 28"89       | Canelle van Wyk                                               | 30"35       | Jessica Pengelly                                                                           | 30"90       |
| 100 m | Kirsty Coventry                                                          | 1'01"28     | Melissa Corfe                                                 | 1'05"64     | Karima Lahmar                                                                              | 1'06"92     |
| 200 m | Kirsty Coventry                                                          | 2'10"66     | Melissa Corfe                                                 | 2'13"88     | Jessica Pengelly                                                                           | 2'15"59     |
| Rana |                                                                          |             |                                                               |             |                                                                                            |             |
| 50 m | Suzaan van Biljon                                                        | 32"62       | Amira Kouza                                                   | 33"03       | Meriem Lamri                                                                               | 33"25       |
| 100 m | Suzaan van Biljon                                                        | 1'09"74     | Kirsty Coventry                                               | 1'11"86     | Meriem Lamri                                                                               | 1'12"39     |
| 200 m | Suzaan van Biljon                                                        | 2'32"30     | Jessica Pengelly                                              | 2'32"30     | Lydia Yefsah                                                                               | 2'37"32     |
| Farfalla |                                                                          |             |                                                               |             |                                                                                            |             |
| 50 m | Amanda Loots                                                             | 27"60       | Heather Brand                                                 | 27"89       | Binta Zahra Diop                                                                           | 28"35       |
| 100 m | Amanda Loots                                                             | 1'00"09     | Heather Brand                                                 | 1'00"61     | Ellen Hight                                                                                | 1'03"38     |
| 200 m | Amanda Loots                                                             | 2'14"28     | Kathryn Meaklim                                               | 2'14"77     | Heather Brand                                                                              | 2'17"59     |
| Misti |                                                                          |             |                                                               |             |                                                                                            |             |
| 200 m | Kirsty Coventry                                                          | 2'13"02     | Jessica Pengelly                                              | 2'17"79     | Sarra Lajnef                                                                               | 2'23"26     |
| 400 m | Kirsty Coventry                                                          | 4'39"91     | Jessica Pengelly                                              | 4'43"97     | Kathryn Meaklim                                                                            | 4'48"06     |
| Staffette |                                                                          |             |                                                               |             |                                                                                            |             |
| 4x100 m stile libero | Sudafrica Liezl-Mari Burger Trudi Maree Chanelle van Wyk Mandy Loots     | 3'56"05     | Egitto Hebatalla Ismail Dina Hegazy Mai Mostafa Salama Ismail | 3'59"47     | Tunisia Sarra Chahed Sarra Lajnef Meriem Meddeb Maroua Mathlouthi                          | 3'59"99     |
| 4x200 m stile libero | Sudafrica Melissa Corfe Natalie du Toit Kathryn Meaklim Jessica Pengelly | 8'28"46     | Zimbabwe Heather Brand Maxine Heard Kim Eeson Kirsty Coventry | 8'38"20     | Algeria Malia Mghezzi Bakouche Fella Hadj Ammar Amina Fatima Serrir Sarah Hadj Abderahmane | 8'42"62     |
| 4x100 m misti | Sudafrica Melissa Corfe Suzaan van Biljon Mandy Loots Leizl-Mari Burger  | 4'10"90     | Zimbabwe Kirsty Coventry Maxine Heard Heather Brand Kim Eeson | 4'21"60     | Algeria Karima Lahmar Meriem Lamri Sarah Hadj Abderahmane Amira Kouza                      | 4'24"54     |
| record mondiale; record mondiale stagionale; record africano; record dei Giochi; record nazionale; record personale; record personale stagionale. |                                                                          |             |                                                               |             |                                                                                            |             |

## Record
- Giovedì 12 luglio, il keniota Jason Dunford ha vinto la finale dei 100 m farfalla con il tempo di 53"45, nuovo record dei Giochi (il record precedente era di 54"66).
- Troyden Prinsloo, finale dei 400 m stili libero 3'55"29 (nuovo record africano e dei Giochi; precedente 3'59"56); in precedenza, nelle batterie dei 400 m stile libero maschili, il tunisino Ahmed Mathlouthi aveva stabilito il nuovo record africano con 3'58"44.
- Cameron Van der Burgh, finale dei 100 m rana: 1'02"05 (precedente record dei Giochi: 4'59"50)
- La staffetta del Sudafrica nella 4x200 m stile libero ha stabilito un nuovo record africano con 8'28"46 (vecchio record: 8'34"93).
- La zimbabwese Kirsty Coventry ha vinto i 400 m 4 stili col nuovo record dei Giochi: 4'39"91 (record precedente: 4'59"50).